# Estación de Bobigny - Pablo Picasso
La estación de Bobigny - Pablo Picasso, de su nombre completo: Bobigny - Pablo Picasso - Préfecture - Hôtel du Département, es una estación del metro de París situada en la comuna de Bobigny, al noroeste de París. Es uno de los terminales de la línea 5. Además, ofrece una conexión con la línea 1 del tranvía. La estación permite acceder a un importante barrio de oficinas que incluye la prefectura del departamento de Seine-Saint-Denis.

## Historia
Prolongada hasta Pantin durante los años 40, la línea 5 fue llevada hasta Bobigny tras unas obras que concluyeron el 25 de abril de 1985 con la inauguración de la estación. El 21 de diciembre de 1992 fue conectada con la línea 1 del renovado tranvía parisino. La estación debe su nombre a la comuna en la que se encuentra y al pintor español Pablo Picasso, que da también nombre a la calle bajo la cual se encuentra la parada.

## Descripción
Alejada del diseño clásico del metro de París, la estación se compone de tres vías y de dos andenes ordenados de la siguiente forma: a-v-v-a-v. La estructura se completa con una vía de garaje y una vía con acera que sirve para realizar maniobras. Los talleres de mantenimiento de la línea también se sitúan aquí. 
Las paredes verticales de la estación están revestidas con un azulejo claro, plano y estrecho llamado Miromesnil, dado que fue en esa estación donde se colocó por primera vez. Su presencia es relativamente habitual en las estaciones de las afueras de París. En el caso de Bobigny - Pablo Picasso, algunos de esos azulejos son de color naranja trazando diferentes líneas a lo largo de las paredes. 
La iluminación corre a cargo de farolas con lámparas totalmente circulares y la señalización empleada es la moderna tipografía Parisine donde el nombre de la estación aparece en letras blancas sobre un panel metálico de color azul. Por último, los escasos asientos de la estación son de color naranja, individualizados y de tipo Motte.
En la pasarela que sobrevuela las vías y que da acceso a los andenes se encuentra un mural dedicado a Pablo Picasso en el que se representa una paloma blanca. 